# نیله، چکوال
نیله (به انگلیسی: Neela) یک روستا در پاکستان است که در پنجاب واقع شده‌است.